# Valentinovo
Valentinovo, tudi god svetega Valentina ali praznik svetega Valentina, se praznuje vsako leto 14. februarja. Gre za prvotni krščanski god v čast enemu ali dvema zgodnjima mučencema po imenu sveti Valentin. Skozi poznejše ljudske običaje je v številnih delih sveta postal pomemben kulturni, verski in komercialni praznik romantike in ljubezni.
O različnih Valentinih, povezanih s 14. februarjem, govorijo številne zgodbe o mučencih, vključno s pripovedjo o zaprtju svetega Valentina v Rimu zaradi oznanjevanja preganjanim kristjanom v Rimskem cesarstvu v tretjem stoletju. Po zgodnji tradiciji naj bi sveti Valentin vrnil vid slepi hčeri svojega ječarja. Z ljubeznijo so ga bolj povezali številni poznejši dodatki legendi: v 18. stoletju so na primer dodali, da je ječarjevi hčeri napisal pismo s podpisom »tvoj Valentin« v slovo pred usmrtitvijo; po drugi tradiciji naj bi sveti Valentin poročal krščanske vojake, ki se jim je bilo prepovedano poročiti.
Praznovanje godu svetega Valentina 14. februarja opisuje Gelazijev zakramentarij iz 8. stoletja. Ta dan so začeli povezovati z romantično ljubeznijo v 14. in 15. stoletju, ko se je razcvetela predstava o dvorljivi ljubezni, očitno zaradi povezovanja s »ptičjimi ljubeznimi« zgodnje pomladi. V Angliji 18. stoletja je zrasel v priložnost, ko so si pari izražali medsebojno ljubezen s cvetjem, slaščicami in voščilnicami, imenovanimi »valentinčki«. V Italiji si zaljubljenci podarjajo ključ svetega Valentina kot »romantični simbol in povabilo k odklenitvi darovalčevega srca«, podarjajo pa ga tudi otrokom kot zaščito pred epilepsijo, ki jo tam imenujejo bolezen svetega Valentina. Simboli valentinovega, ki se uporabljajo danes, so obris v obliki srca, golobice in figurica Kupida. Od 19. stoletja so ročno napisane valentinčke nadomestile množično tiskane kartice.
Dan svetega valentina ni uradni praznik v nobeni državi, čeprav ga kot god uradno praznujejo v anglikanski skupnosti in luteranski cerkvi. Dan svetega valentina praznujejo tudi v pravoslavni cerkvi, vendar 6. julija v čast rimskemu prezbiterju svetemu Valentinu in 30. julija v čast hieromučenca Valentina, škofa Interamne (danes Terni).

## Zgodovina

### Valentin
Do danes so bili razglašeni trije sveti Valentini. 14. februarja goduje vplivni gnostični učitelj Valentinius, ki je leta 143 kandidiral za rimskega škofa. V svojih naukih je krščansko ljubezen primerjal z zakonsko posteljo, kar je bilo v močnem nasprotju z asketsko krščansko mislijo, ki je takrat prevladovala. Stephan A. Hoeller o Valentiniusu pravi naslednje: »Poleg krsta, maziljenja, evharistije, mašniškega posvečenja in obredov umiranja valentinijska gnoza omenja še dva velika in sveta zakramenta, imenovana 'odrešenje' (apolytrosis) in 'poročna soba'.« .

### Srednji vek
Prvo pričevanje o povezanosti dne svetega Valentina z romantično ljubeznijo sega v 14. stoletje, ko so v Angliji in Franciji 14. februar označevali kot dan, ko se ženijo ptički. V tej dobi so si ljubimci takrat izmenjevali pisemca in se imenovali za valentine. Verjetno je, da marsikatera legenda o svetem Valentinu izhaja prav iz tega časa. Med njimi so tudi naslednje:
- Na večer, preden je bil sveti Valentin zaradi svoje krščanske vere mučen, naj bi ječarjevi hčeri predal ljubezensko pismo, na katerem je pisalo »Od tvojega Valentina«.
- Ko je cesar Klavdij II. prepovedal poročanje rimskih vojakov, naj bi sveti Valentin skrivoma pomagal pri njihovi izvedbi.

V večini legend se kot datum svetnikovega mučeništva pojavlja 14. februar.
Znamenita, a pogosto spregledana, je tudi omemba valentinovega v Shakespearovi tragediji Hamlet, ko Ofelija med svojim norim govorom v četrtem dejanju pravi: »Jutri je valentinovo«.

## Valentinovo v zahodnem svetu
V zahodnem svetu se poleg voščilnic podarja tudi vrsta drugih daril. Običajno moški obdarujejo ženske. Darila navadno vključujejo  vrtnice in čokolado. Podarja se tudi nakit.
V marsikateri osnovni šoli se od učencev zahteva, da za valentinovo podarijo voščilnico ali darilce vsakomur v razredu. Pri tem pogosto zapišejo, kaj cenijo drug pri drugem. Čeprav se ta navada včasih kritizira kot nepotrebna ali neprimerna, ponekod obstaja že desetletja.
Samski ljudje praznik pogosto sarkastično imenujejo »Dan zavedanja samskosti«.

### Valentinovo na Slovenskem
God svetega Valentina se na Slovenskem že dolgo praznuje, vendar je imel drugačen pomen. Poznan je pregovor, da Valentin - prvi spomladin (pomladni svetnik) - prinese ključ do korenin, zato se po starem kmečkem koledarju na ta dan začne prvo delo v vinogradih in na vrtovih. Poleg tega naj bi se takrat snubili ali ženili tudi ptički (ti se ženijo tudi na Gregorjevo in Vincencijevo). V Beli krajini pravijo, da se z valentinovim začne prvi spomladanski dan.
V severovzhodni Sloveniji gospodinje na valentinovo po drevju in grmih nastavijo otrokom Valentinove potičke.
Med Slovenci naj bi bilo valentinovo najbolj priljubljeno na Primorskem. V Šmavru pri Gorici se s prvo nedeljo po Valentinu začne sezona vaških praznikov na Goriškem. Na ta dan praznujejo tudi praznik štrukljev.
Kot dan zaljubljencev se valentinovo praznuje šele v sodobnem času. Tako pojmovanje praznika je prišlo k nam iz Nizozemske.

## Valentinovo v drugih kulturah
Na Japonskem, v Južni Koreji in podobno tudi v Avstraliji se je zaradi obsežnih marketinških prizadevanj valentinovo razvilo kot dan, ko ženske in redkeje tudi moški ljudem, ki jih imajo radi, podarjajo slaščice in cvetje. Vendar pa je za mnoge ženske, zlasti pisarniške delavke, dejanje postalo obveznost in se od njih pričakuje, da (včasih s precejšnjimi stroški) podarijo čokolado vsem moškim sodelavcem. Na Japonskem tako čokolado imenujejo giri-choco (義理チョ&#12467) - sestavljeno iz besed giri (obveznost, dolžnost) in choco, skrajšana oblika besede chokorēto (チョコレート), kar pomeni čokolada. Tej nasprotna je honmei-choco, ki jo podarijo svojim dragim. Čokolado, ki si jo izmenjujejo prijateljice, imenujejo tomo-choco.
Zaradi nadaljnjih marketinških prizadevanj se je razvil tudi dan, ko naj bi moški tistim, ki so jih na valentinovo obdarovali, uslugo vrnili. V resnici ti pogosto obdarujejo le svoje izbranke. Ta dan se praznuje 14. marca in se imenuje Beli dan. Prvotno je namreč veljalo, da se podarja belo čokolado ali mehke penaste bonbone marshmallows. Vendar pa se v zadnjem času podarja tudi perilo.
V Južni Koreji se 14. aprila praznuje tudi Črni dan, ko moški, ki za valentinovo niso dobili ničesar, skupaj jedo rezance po kitajsko v črni omaki, imenovane Jajangmyun.
Valentinovo praznujejo tudi v perzijski kulturi (Iran), čeprav trda islamska vlada to kot del zahoda zavrača in omejuje.